# Meonstoke
Meonstoke är en ort i civil parish Corhampton and Meonstoke, i distriktet Winchester, Storbritannien. Den ligger i grevskapet Hampshire och riksdelen England, i den södra delen av landet, 90 km sydväst om huvudstaden London. Meonstoke ligger 67 meter över havet och antalet invånare är 645. Meonstoke var en civil parish fram till 1932 när blev den en del av Corhampton and Meonstoke. Civil parish hade 439 invånare år 1931. Byn nämndes i Domedagsboken (Domesday Book) år 1086, och kallades då Menestoche(s).
Terrängen runt Meonstoke är platt. Runt Meonstoke är det ganska tätbefolkat, med 172 invånare per kvadratkilometer. Närmaste större samhälle är Portsmouth, 20,0 km söder om Meonstoke. Trakten runt Meonstoke består till största delen av jordbruksmark.